# Kwarcowe bawole oko

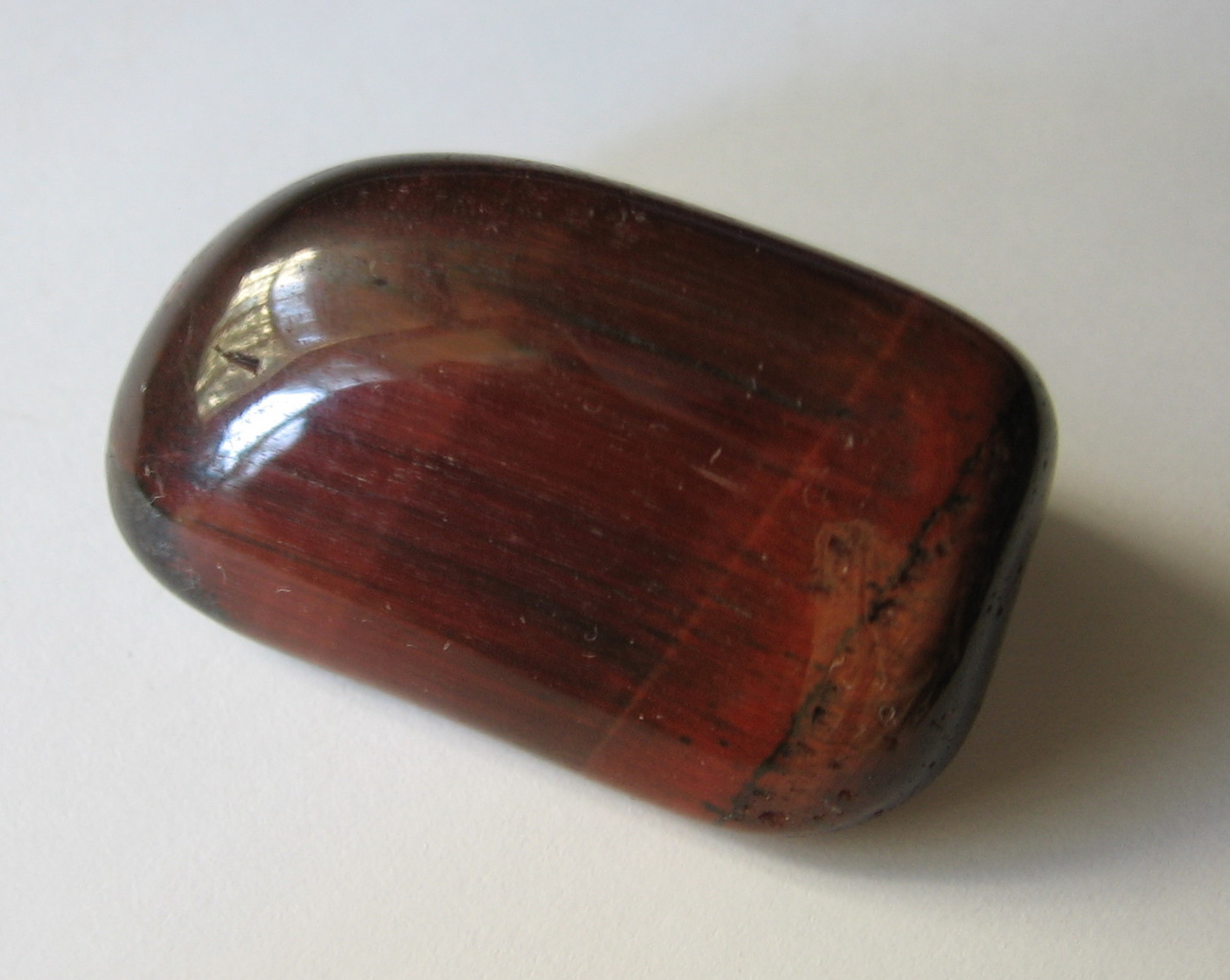
Szlifowane bawole oko.

Kwarcowe bawole oko – czerwonobrunatna lub brunatna, nieprzezroczysta odmiana kwarcu, która wykazuje optyczny efekt kociego oka w postaci przemieszczającej się, pasowej migotliwości.
Efekt ten wywołują włókniste wrostki silnie utlenionego krokidolitu, rzadziej crossytu czy tremolitu. W kwarcowym bawolim oku minerały te zostały zastąpione przez tlenki i wodorotlenki żelaza – głównie hematytu i goethytu.
Kwarcowe bawole oko współwystępuje zazwyczaj z kwarcowym tygrysim okiem, od którego jest jednak znacznie rzadziej spotykane.
Własności, występowanie i zastosowanie kwarcowego bawolego oka, poza barwą, są bardzo podobne do kwarcowego tygrysiego oka.
Dzięki podgrzewaniu kwarcowego tygrysiego oka otrzymuje się, w sposób sztuczny, dużą część znajdujących się w handlu kwarcowych bawolich oczu.